# Hysterangium neotunicatum
Hysterangium neotunicatum är en svampart som beskrevs av Castellano & Beever 1994. Hysterangium neotunicatum ingår i släktet Hysterangium och familjen Hysterangiaceae.   Inga underarter finns listade i Catalogue of Life.